# Rainer Thielmann

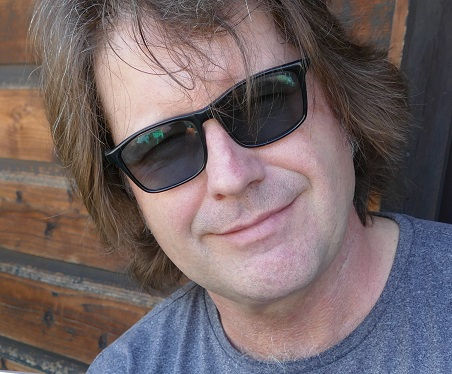
Rainer Thielmann (2022)

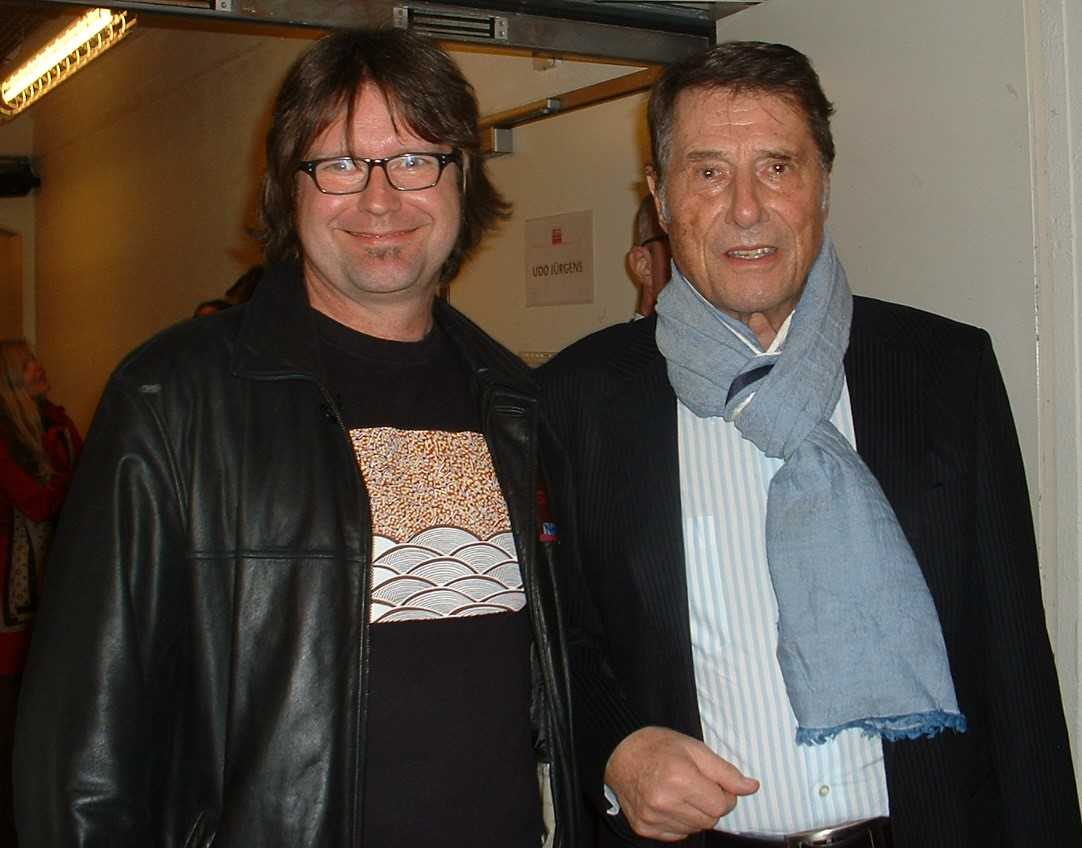
Rainer Thielmann mit Udo Jürgens (2012)

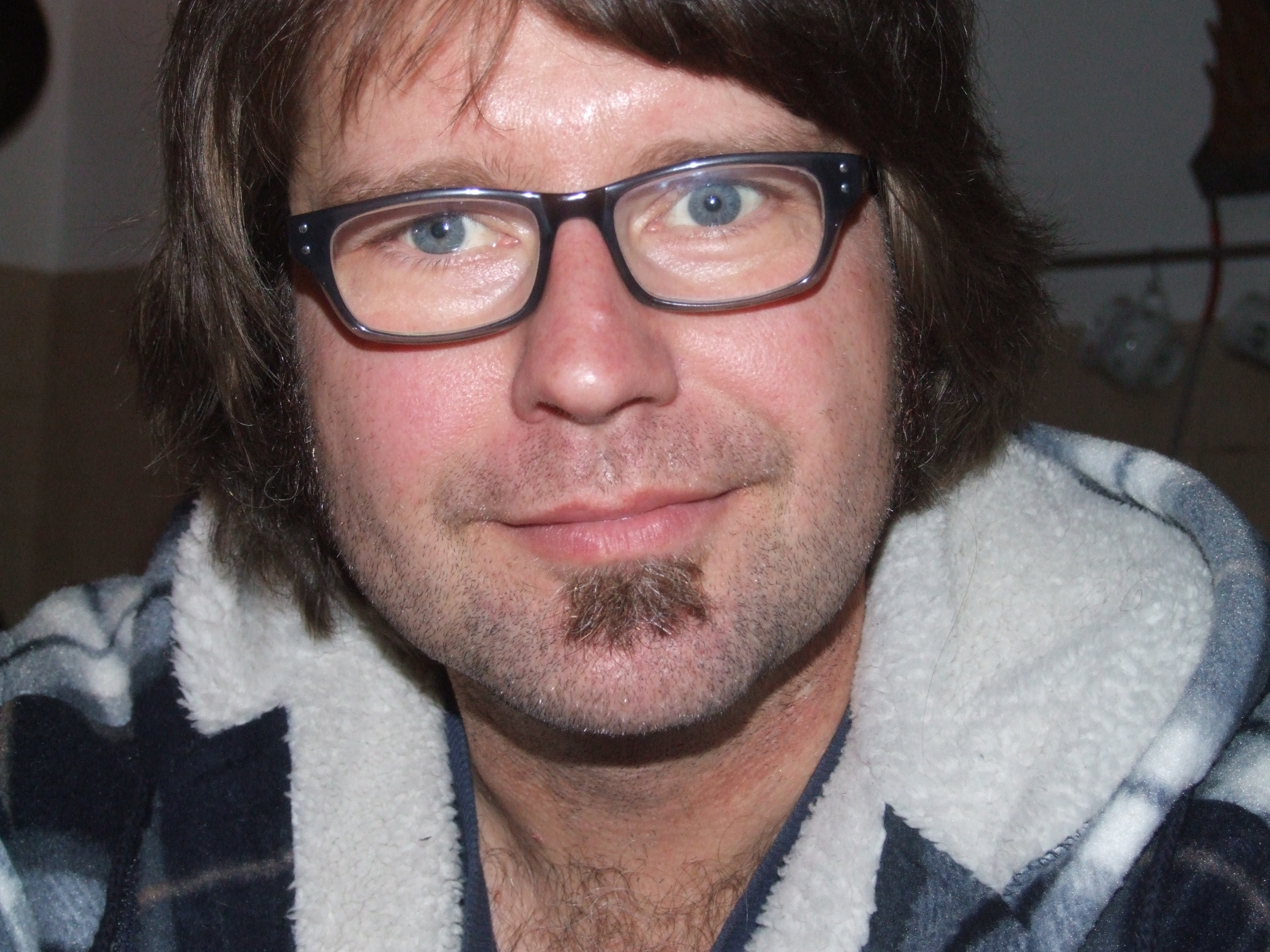
Rainer Thielmann (2013)

Rainer Thielmann (* 23. März 1965 in Hagen) ist ein deutscher Dichter, Sänger und Textdichter.

## Leben
Rainer Thielmann schrieb Liedtexte u. a. für Udo Jürgens (Kurze Unterbrechung vom Album Café Größenwahn, 1993; Mit Dir vom Album Einfach ich, 2008; Alles ist so easy und Oktoberwind vom Album Der ganz normale Wahnsinn, 2011). Er schrieb Songtexte für Gregor Glanz, Ulli Schwinge, Nicole, Münchener Freiheit, Daphne de Luxe, Beppo Pohlmann, Robert Gläser, Cagey Strings, Jetzt Und Hier, Krähe, Pia Malo, Rabaue, Udo Wenders, Marc Pircher, Gaby Baginsky, die brandenburgische Rockband Six u. v. a.
Thielmann arbeitet mit zahlreichen Songwritern und Musikproduzenten zusammen, u. a. Robert Gläser, Nevio Passaro, Michael Beckmann (Ex-Rainbirds), Uwe Haselsteiner, Michael Kunzi, Reinhold Binder, Roald Raschner (Ex-Haindling), David Neisser, Manu Stix, Günther Gebauer, Didi Hamann, Uwe Altenried, Andy Horn, Willy Klüter. Gemeinsam mit dem Hallenser Komponisten und Sänger Ulli Schwinge schrieb er zahlreiche Kinderlieder, die unter dem Projekt-Titel LULESI in digitaler Form (Audio & Video) veröffentlicht wurden.
Im Dezember 2018 gewann Thielmann die German Songwriting Awards in der Kategorie „Lyrics Only“ und nahm den Preis in Berlin entgegen. Auch als Sänger tritt Rainer Thielmann in Erscheinung. Auf seinem ersten Album Zwischen den Meeren (2004) verarbeitete er musikalisch die Erfahrungen einer siebenmonatigen Australien-Reise. Auf Einladung der Deutschen Botschaft und des Goethe-Institutes reiste er im Herbst 2004 erneut nach Australien und präsentierte seine Diavision Zwischen den Meeren, die gemeinsam mit dem Multimedia-Produzenten Mathias Michel („MM Vision“) entstand.
Thielmann ist außerdem Autor von Gedichtbänden, in denen er Poesie mit Fotografie verbindet: Lyrisches Australien (2003), Indien von innen (2008), Kalkutta – Durga, Dichter und Dämonen (2011), Irland von innen (2013), Indien von innen intensiv – Auf Gandhis Spuren durch Gujarat (2016) und Indien von innen 2 (2025), die alle in dem von ihm gegründeten „Reiselyrik Verlag“ erschienen.
Der jüngste Band "Indien von innen 2" wird auf dem Infoportal INDIEN AKTUELL hervorragend besprochen (Zitat): "Es ist, als ob die Seiten mit einer besonderen Energie aufgeladen wären, die den Leser unmittelbar in die Magie des Subkontinents zieht. Rainer Thielmann schreibt mit einer Ehrlichkeit und Nähe, die selten geworden ist. Seine Erfahrungen wirken nicht inszeniert, sondern authentisch und tief empfunden. Das macht diese Bücher zu einem besonderen Schatz." Die Journalistin Lilo Solcher, ehemalige Ressort-Chefin der Augsburger Allgemeinen, schreibt: "Wer sich einlässt auf diese Reise ins Innere, kommt dem Land und auch der Vedanta-Philosophie näher. Am Ende womöglich auch sich selbst."
Im Jahr 2020 gründete Thielmann das Musikprojekt Sonderglück. Die Lieder schrieb Rainer Thielmann gemeinsam mit seinem langjährigen Musikproduzenten Andy Horn. 2021 wurde das Debüt-Album Sonderglück veröffentlicht, gleichzeitig mit einem Video zur Single Wer will mich?
Der Künstler veröffentlichte am 26. Mai 2023 die Sonderglück-Single Die Boten des nahen Sommers, am 14. Juli folgte die Single Alles kommt raus. Zu beiden Songs wurde ein Musikvideo erstellt. Das zweite Sonderglück-Album Ustrine wurde am 22. September 2023 veröffentlicht, zeitgleich mit der Single Flieg!. An Ustrine sind zwölf weitere Künstlerinnen und Künstler als Arrangeure, Songwriter und Instrumentalisten beteiligt, u. a. der renommierte Hamburger Gitarrist Guenter Haas (Schiller (Musikprojekt), Vanja Sky), die Berliner Musikproduzentin Ivonne Dekarski und der hochdekorierte Liedermacher Johannes Kirchberg. Produziert, gemischt und gemastert wurde das Album im BARBEQ-Sound Tonstudio in Tutzing vom erfahrenen Tonmeister Reinhold Binder.
Im Verlauf des Jahres 2024 schrieb Rainer Thielmann mit dem Münchener Komponisten und Pianisten Detleff Jones 12 neue Lieder, die auf Jones´ Album Milchstraßenkinder am 21. Februar 2025 veröffentlicht wurden. Texte und Musik erinnern in ihrer Ästhetik an das Werk des 2014 verstorbenen Udo Jürgens. Der Musikjournalist Stephan Imming schreibt dazu: "13 Lieder auf hohem textlichem und musikalischem Niveau (…) Die Qualität der Kompositionen, die wirklich durchweg sehr an Udo Jürgens erinnern, und der lyrischen Texte, die (von einem Song abgesehen) Rainer Thielmann wirklich durchdacht und liebevoll erstellt hat, ist bemerkenswert. Unser Geheimtipp für Freunde anspruchsvoller Musik."
Am 7. März 2025 erschien die neue Single von Thielmanns Pop-Projekt Sonderglück: Für den Song Chaosianna wurde ein modernes, KI-generiertes Musikvideo erstellt. Die Regie dafür übernahm Sylvia Nitzsche (Syn-Design, Berlin).
Am 3. April 2025 fand die Live-Premiere von Rainer Thielmanns neuem Programm Indien von innen – Auf Vivekanandas Spuren in der Seidlvilla in München-Schwabing statt, veranstaltet vom Indien-Institut München. Im Rahmen der INDIA WEEK 2025 trat der Künstler am 27. Juni 2025 in Hamburg auf, im Rahmen der IndoGerman Filmweek kurze Zeit später, am 6. Juli 2025, im Babylon in Berlin.
Rainer Thielmann ist Mitglied bei SONG e.V. Berufsverband Songwriting, ehemals Deutscher Textdichter-Verband, ordentliches Mitglied der GEMA und lebt im bayerischen Chiemgau.

## Erfolgreiche Singles als Textdichter
- Udo Jürgens – "Kurze Unterbrechung" (BMG, 1993)
- Cagey Strings – "Der Leberfleck" (BMG, 1995)
- Zartbitter – "Tu´s doch" (Polydor, 1996)
- Udo Jürgens – "Alles ist so easy" (BMG, 2011)
- Gregor Glanz – "Bevor die Welt" (Universal, 2012)
- Ulli Schwinge – "Morgen ist auch noch ein Tag" (Klondike, 2018)
- Münchener Freiheit – "Immer wieder" (Freiheit Records, 2020)
- Gaby Baginsky – "Älter werden können wir später" (Megamix, 2023)

## Auszeichnungen
- 1996: Solopreis als Textdichter beim "Rockpreis" des Dt. Rock- und Popmusikerverbandes mit Bettina Blöcher aka Bettina Stein
- 2008: Zwei Goldene Schallplatten (in Deutschland und Österreich) für die Mitwirkung am Udo-Jürgens-Album "Einfach ich"
- 2008: Platin in Österreich für die Mitwirkung am Udo-Wenders-Album "Der letzte Zug, Cara mia"
- 2009: Gold in Österreich für die Mitwirkung am Udo-Wenders-Album "Zärtliche Signale"
- 2010: Gold in Österreich für die Mitwirkung am Marc-Pircher-Album "Wer wenn nicht du"
- 2011: Zwei Goldene Schallplatten (in Deutschland und Österreich) für die Mitwirkung am Udo-Jürgens-Album "Der ganz normale Wahnsinn"
- 2018: Gewinn des German Songwriting Awards in der Kategorie "Lyrics Only"

## Werke
- Thielmanns lyrisches Australien: freundliche Feuer – zeitloses Land. Reiselyrik-Verlag, München, 2003, ISBN 3-00-012026-2
- Indien von innen: rätselhaft magisch – wundersam fremd; Verse in Farbe. Reiselyrik-Verlag, Halfing, 2008, ISBN 978-3-9812583-0-1
- Kalkutta: Durga, Dichter und Dämonen; Verse in Farbe; Indien von innen intensiv!. Reiselyrik-Verlag, Halfing, 2011, ISBN 978-3-9812583-2-5
- Irland von innen: Verse in Farbe. Reiselyrik-Verlag, Halfing, 2013, ISBN 978-3-9812583-3-2
- Indien von innen intensiv – Auf Gandhis Spuren durch Gujarat. Reiselyrik-Verlag, Halfing, 2016, ISBN 978-3-9812583-5-6
- Indien von innen 2: Zauber der Sinne – seliges Sein; Verse in Farbe. Reiselyrik-Verlag, Halfing, 2025, ISBN 978-3-9812583-6-3

## Diskografie
Alben:
- 2010: Zwischen den Meeren – Thielmann, Greenhill Media
- 2012: Für jeden Weg gibt es ein Lied – Rainer Thielmann, Greenhill Media
- 2014: Folge dem Weg der Feen – Rainer Thielmann, Reiselyrik Verlag
- 2021: Sonderglück, Timezone Records
- 2023: Sonderglück – Ustrine, Sonderglück Records

Singles (Sonderglück):
- 2021: Wer will mich?, Timezone Records
- 2021: Was hab ich dir gesagt, Timezone Records
- 2021: jwd, Timezone Records
- 2021: Die Welt ist bunt wie nie, Timezone Records
- 2021: Was hab ich dir gesagt, Timezone Records
- 2023: Die Boten des nahen Sommers, Sonderglück Records
- 2023: Alles kommt raus, Sonderglück Records
- 2023: Flieg!, Sonderglück Records
- 2023: Dein ganzes Hab und Gut, Sonderglück Records
- 2024: Wenn ich drauf warte, Sonderglück Records
- 2024: Blau, Sonderglück Records
- 2024: Tropfen, Sonderglück Records
- 2025: Chaosianna, Sonderglück Records